# Бук, Иэн
Иэн Бук (англ. Ian Book; 30 марта 1998, Эль-Дорадо-Хиллс, Калифорния) — профессиональный американский футболист, квотербек клуба НФЛ «Филадельфия Иглз». На студенческом уровне играл за команду университета Нотр-Дам. На момент окончания студенческой карьеры был самым побеждающим квотербеком в истории университета. На драфте НФЛ 2021 года выбран в третьем раунде.

## Биография
Иэн Бук родился 30 марта 1998 года в Эль-Дорадо-Хиллсе в Калифорнии. Учился в старшей школе Ок-Ридж, три года был стартовым квотербеком её футбольной команды. Признавался самым ценным игроком лиги. За карьеру набрал пасом 7632 ярда с 78 тачдаунами. На момент выпуска входил в число двадцати сильнейших квотербеков, играющих в профессиональном стиле, по версиям скаутинговых сервисов 247Sports и Rivals. После окончания школы поступил в университет Нотр-Дам.

### Любительская карьера
В сезоне 2016 года Бук был четвёртым квотербеком в составе университетской команды и на поле появился лишь в одном матче, получив статус освобождённого игрока. На второй сезон в команде он занял место дублёра Брэндона Уимбуша и принял участие в десяти играх, набрав 456 ярдов с четырьмя тачдаунами. В октябре 2017 года он впервые сыграл в стартовом составе команды. В сезоне 2018 года Бук провёл двенадцать матчей, по ходу турнира став основным квотербеком Файтин Айриш. По итогам года он вошёл в десятку лучших пасующих NCAA по точности передач.
В 2019 году Бук сыграл в стартовом составе во всех тринадцати матчах сезона и по его итогам был признан самым ценным игроком нападения команды. Он набрал пасом 3034 ярда, сделав 34 тачдауна при всего шести перехватах. Он также стал первым в истории университета квотербеком, набравшим в одном сезоне 2500 ярдов с 30 тачдаунами пасом и 500 ярдов на выносе, а также сделавшим пять пасовых тачдаунов за половину игры. По ходу сезона его называли в числе претендентов на награды Максвелла, Дэйви О’Брайена и Уолтера Кэмпа.
В сезоне 2020 года он сыграл двенадцать матчей, вместе с командой выйдя в финал турнира конференции ACC и полуфинал плей-офф национального чемпионата. Бук набрал 2830 ярдов с 15 тачдаунами, вошёл в число финалистов наград Мэннинга и Джонни Юнайтаса. Его включили в состав третьей сборной звёзд конференции. Карьеру он завершил с тридцатью победами, став самым успешным квотербеком в истории университета. В феврале 2021 года Бук был приглашён на матч всех звёзд выпускников колледжей.

#### Статистика выступлений в чемпионате NCAA
| Сезон | Команда               | Игры | Пас | Пас  | Пас  | Пас  | Пас | Пас | Пас | Пас   | Вынос | Вынос | Вынос | Вынос |
| Сезон | Команда               | Игры | Cmp | Att  | Pct  | Yds  | Y/A | TD  | Int | Rtg   | Att   | Yds   | Avg   | TD    |
| ----- | --------------------- | ---- | --- | ---- | ---- | ---- | --- | --- | --- | ----- | ----- | ----- | ----- | ----- |
| 2016  | Нотр-Дам Файтин Айриш | 1    | 0   | 0    | 0,0  | 0    | 0,0 | 0   | 0   | 0,0   | 0     | 0     | 0,0   | 0     |
| 2017  | Нотр-Дам Файтин Айриш | 10   | 46  | 75   | 61,3 | 456  | 6,1 | 4   | 4   | 119,3 | 38    | 206   | 5,4   | 0     |
| 2018  | Нотр-Дам Файтин Айриш | 12   | 214 | 314  | 68,2 | 2628 | 8,4 | 19  | 7   | 154,0 | 95    | 280   | 2,9   | 4     |
| 2019  | Нотр-Дам Файтин Айриш | 13   | 240 | 399  | 60,2 | 3034 | 7,6 | 34  | 6   | 149,1 | 112   | 546   | 4,9   | 4     |
| 2020  | Нотр-Дам Файтин Айриш | 12   | 228 | 353  | 64,6 | 2830 | 8,0 | 15  | 3   | 144,3 | 116   | 485   | 4,2   | 9     |
| Всего | Всего                 | 48   | 728 | 1141 | 63,8 | 8948 | 7,8 | 72  | 20  | 147,0 | 361   | 1517  | 4,2   | 17    |

### Профессиональная карьера
Перед драфтом НФЛ 2021 года издание Bleacher Report прогнозировало Буку выбор в поздних раундах, ставя его на двенадцатое место среди квотербеков. Аналитик Нейт Тайс выделял его атлетизм, работу ног, способность выполнять броски в движении, хорошую технику и умение выносить мяч самому. К минусам Бука он относил недостаточные по меркам НФЛ рост и вес, силу руки и склонность теряться под давлением соперника.
На драфте Бук был выбран клубом «Нью-Орлеан Сэйнтс» в четвёртом раунде под общим 133 номером. Он подписал с командой четырёхлетний контракт на сумму 4,15 млн долларов, став одним из четырёх квотербеков в составе. В дебютном сезоне он провёл одну игру регулярного чемпионата НФЛ, выйдя в стартовом составе «Сэйнтс» на матч с «Майами Долфинс», набрав 135 ярдов при двух перехватах. В межсезонье команду покинул главный тренер Шон Пейтон, по настоянию которого Бук был задрафтован, и в августе 2022 года квотербек был выставлен на драфт отказов. Через день он перешёл в «Филадельфию Иглз». Главный тренер клуба Ник Сирианни объяснил это решение рекомендацией своего знакомого Томми Риза, работавшего тренером квотербеков и координатором нападения в университете Нотр-Дам. Большую часть сезона он провёл в статусе третьего квотербека «Филадельфии» и на поле не выходил.

#### Статистика выступлений в НФЛ

##### Регулярный чемпионат
| Сезон | Команда           | Игры | Пас | Пас | Пас  | Пас | Пас | Пас | Пас | Пас  | Вынос | Вынос | Вынос | Вынос |
| Сезон | Команда           | Игры | Cmp | Att | Pct  | Yds | Y/A | TD  | Int | Rtg  | Att   | Yds   | Avg   | TD    |
| ----- | ----------------- | ---- | --- | --- | ---- | --- | --- | --- | --- | ---- | ----- | ----- | ----- | ----- |
| 2021  | Нью-Орлеан Сэйнтс | 1    | 12  | 20  | 60,0 | 135 | 6,8 | 0   | 2   | 40,6 | 3     | 6     | 2,0   | 0     |
| 2022  | Филадельфия Иглз  | —    | —   | —   | —    | —   | —   | —   | —   | —    | —     | —     | —     | —     |
| Всего | Всего             | 1    | 12  | 20  | 60,0 | 135 | 6,8 | 0   | 2   | 40,6 | 3     | 6     | 2,0   | 0     |